# Adige
L'Adige (AFI: /ˈadid͡ʒe/, in tedesco Etsch, in veneto Adexe) è un fiume dell'Italia nordorientale, per lunghezza – circa 410 km – il secondo fiume italiano dopo il Po, il terzo per ampiezza di bacino dopo Po e Tevere, il quarto per volume d'acque dopo Po, Ticino e Tevere, con 235 m³/s di portata media annua presso la foce.
Nasce presso il passo Resia (Reschenpass) nell'Alta Val Venosta (Obervinschgau) in Alto Adige e sfocia nel mare Adriatico presso i comuni di Chioggia e Rosolina, nelle rispettive frazioni di Cavanella d'Adige e di Rosolina Mare, dopo aver attraversato le città di Trento, Rovereto, Verona, Legnago, Cavarzere, lambendo Merano, Bolzano e Rovigo, passando interamente per le regioni Trentino-Alto Adige e Veneto. La valle in cui scorre assume vari nomi: val Venosta tra la sorgente e Merano, valle dell'Adige tra Merano e Trento, Vallagarina tra Trento e Verona, e quindi val Padana tra Verona e la foce, con un'ampia area destra del fiume vicino alla foce che fa anche parte del Parco Delta del Po MAB UNESCO (Riserva della biosfera).

## Toponomastica
Anticamente era noto anche come Adice; in tedesco e in dialetto sudtirolese è detto Etsch, in ladino Adesc, in trentino Ades, in veneto Àdese, in latino Athesis, in greco antico:  Άθεσης?, Áthesēs.

## Il bacino idrografico

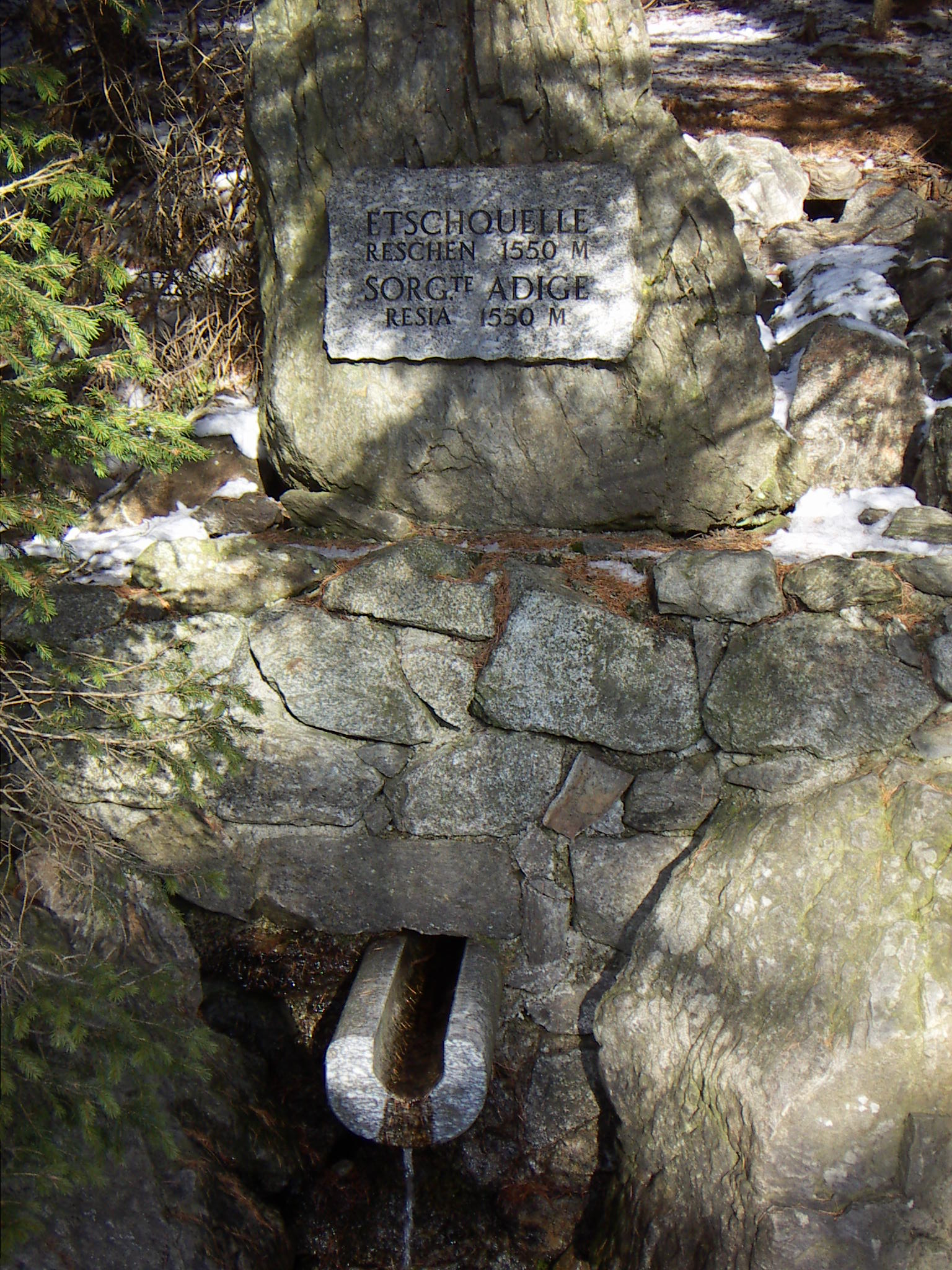
La falsa sorgente dell'Adige presso il passo Resia

Complessivamente il suo bacino idrografico è di 12 000 km² (che lo rendono il terzo in Italia per ampiezza dopo il Po e il Tevere): di questi ben 7.200 sono in provincia di Bolzano, nel cui territorio scorre per 140 km (oltre 1/3 del suo percorso complessivo), mentre i restanti sono suddivisi tra le province di Trento, di Verona, di Padova, di Rovigo e di Venezia.
I suoi principali affluenti sono:
- il rio Ram (Rambach) presso Glorenza (Glurns) (BZ);
- il Passirio (Passer) presso Merano (Meran) (BZ);
- l'Isarco (Eisack) presso Bolzano (Bozen) (BZ);
- il Noce presso Zambana (TN);
- l'Avisio presso Lavis (TN);
- il Fersina presso Trento (TN);
- il Leno presso Rovereto (TN);
- l'Alpone presso Albaredo d'Adige (VR).

Nel suo tratto iniziale, il rio Ram (Rambach) scorre nella val Monastero, politicamente appartenente alla Svizzera (Cantone dei Grigioni).

## Ambiente
Il fiume Adige percorre soprattutto zone pianeggianti o montuose, con climi alpini, continentali e miti in estate o primavera. Sulle sue sponde è quasi sempre presente una striscia di vegetazione, incluse piante di latifoglie e arbusti, di un verde acceso, donatogli appunto dalle acque del fiume.

## Storia
Il fiume fu protagonista di alcune devastanti alluvioni. Già in epoca romana la sua idrografia subì una variazione: Plinio il Vecchio non cita più il Po di Adria perché l'Adige aveva subito una rotta ed era confluito nella Filistina e in altri due canali, chiamati il Fossone e la Carbonaria (Po di Goro).
Nel 589 la rotta della Cucca, la catastrofica alluvione del VI secolo descritta nelle cronache di Paolo Diacono, provocò morte e distruzione a Verona e nelle campagne. Tra gli altri fenomeni di questo tipo i più gravi sono le inondazioni del 1882, del 1966 e del 1981.
Il 9 novembre 1046 il corso del fiume venne sbarrato per oltre dieci giorni a seguito di una frana causata da un violento terremoto nella media valle dell'Adige.
Nel 1474, vicino a Castel Firmiano presso Bolzano, l'Adige in piena - chiamato nel documento «wasszer Etsch» - inondò e distrusse le vie di passaggio; i duchi d'Austria misero in atto misure di ripristino delle comunicazioni viarie.
Nel 1858 il fiume fu deviato dal centro della città di Trento con uno spostamento del corso verso ovest per rettificare il percorso che in origine faceva un'ansa verso est, fin quasi sotto alle mura del castello del Buonconsiglio. Tale operazione, che nei progetti doveva servire ad evitare inondazioni e piene nel centro della città, di fatto trasformò profondamente la zona del tracciato originale.
Nel settembre 1882 il fiume ruppe gli argini in nove punti a Bolzano e a San Michele all'Adige, e inondò la parte nord di Trento; la piena provocò anche un'alluvione a Verona e un'alluvione in Polesine. Proprio per salvare la città di Verona da possibili inondazioni, nella prima metà del XX secolo fu progettato, costruito e nel 1959 completato un tunnel scolmatore (galleria Adige-Garda) che congiunge l'Adige in località Mori con il lago di Garda in località Nago-Torbole e che è in grado di convogliare le acque in eccesso dal fiume al lago. A causa della notevole differenza di temperatura e qualità delle acque, si fece ricorso al travaso delle acque raramente, soltanto quando strettamente necessario. Tra il 1969 e il 2023 il tunnel venne usato infatti solo 13 volte: nel 1960, 1965, 1966 (due volte), 1976, 1980, 1981, 1983, 2000, 2002, 2018, 2022 e 2023. L'utilizzo dello scolmatore deve essere coordinato con il livello del lago di Garda e del fiume Mincio per evitare problemi.
Nel novembre 1966 Trento conobbe la più grande alluvione della sua storia: buona parte della città e circa 5.000 ettari di campagna furono sommersi da circa due metri d'acqua. Dopo l'alluvione gli argini vennero alzati di circa un metro. Nel luglio 1981 gli argini cedettero nei pressi di Salorno che fu sommersa assieme alle campagne circostanti.
Nel 2019 la portata massima che può transitare nel fiume era pari a 2.500 m³/s e corrispondeva a un tempo di ritorno di 200 anni.
Nel corso del medioevo l'Adige fu anche teatro di importanti azioni militari, come nel 1439, quando le flotte congiunte dei Visconti e dei Gonzaga, allora in guerra contro Venezia, riuscirono a risalire il fiume e prima assediarono Legnago e poi gettarono un ponte di barche fortificato a valle di Verona per bloccare i rifornimenti alla città, mentre nel 1487, sempre lungo l'Adige, a Calliano i veneziani furono sconfitti dall'esercito del duca Sigismondo d'Austria.

## Informazioni e curiosità
Lungo le rive del fiume, sfruttando le strade degli argini, si sviluppa la ciclopista della valle dell'Adige, una delle più lunghe in Italia, che unisce la provincia di Verona con quella di Bolzano.
Ogni anno ad ottobre nel tratto compreso tra Borghetto (TN) e Pescantina (VR) si svolge l'Adige marathon, una gara canoistica sia a livello agonistico che amatoriale.

## Il percorso dell'Adige (galleria fotografica)

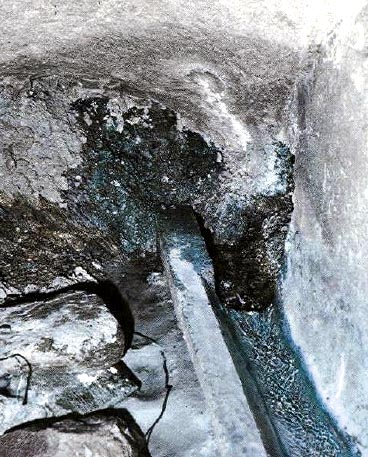
La vera sorgente dell'Adige, in un bunker dello sbarramento Passo Resia
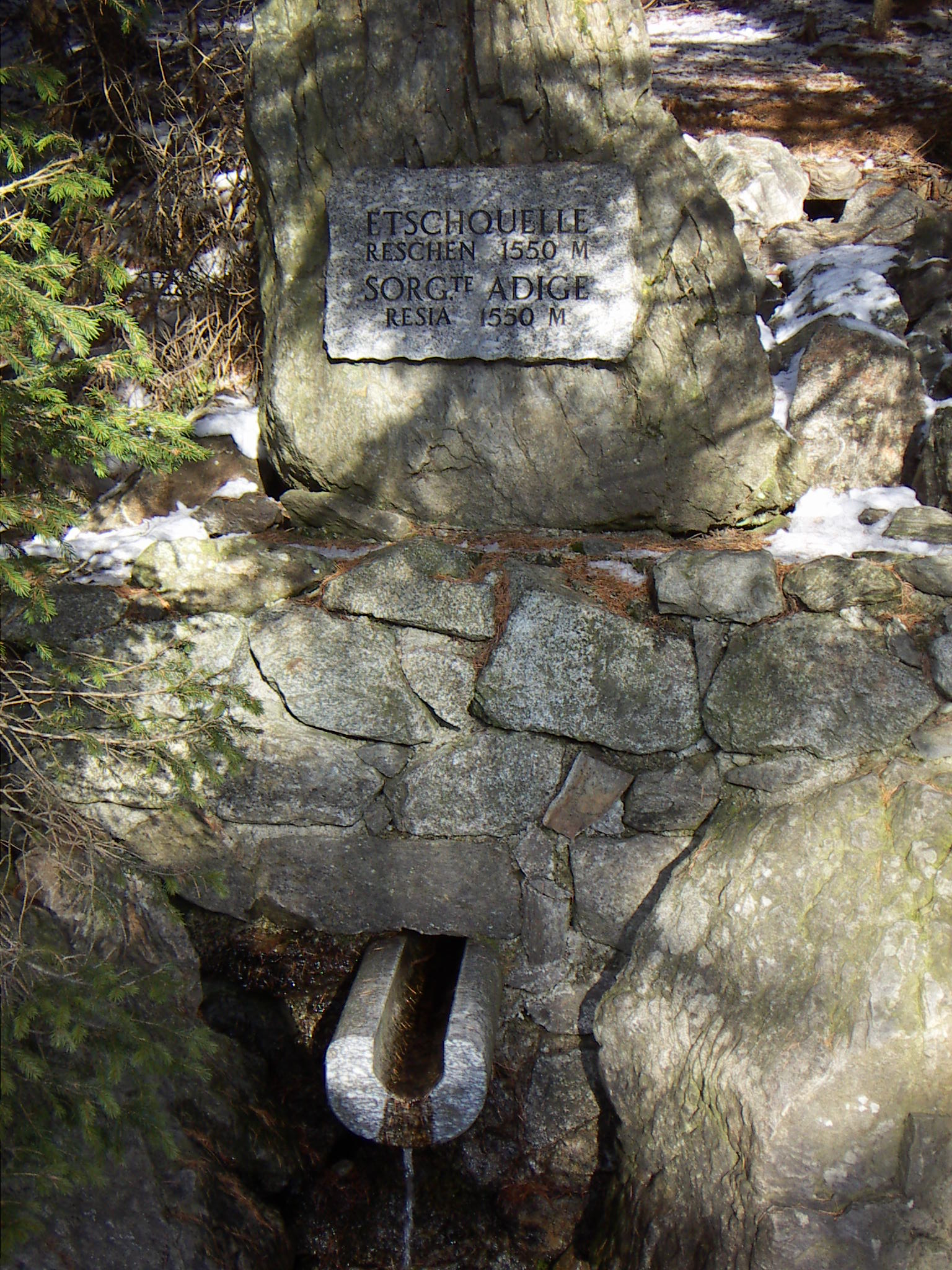
La falsa sorgente dell'Adige
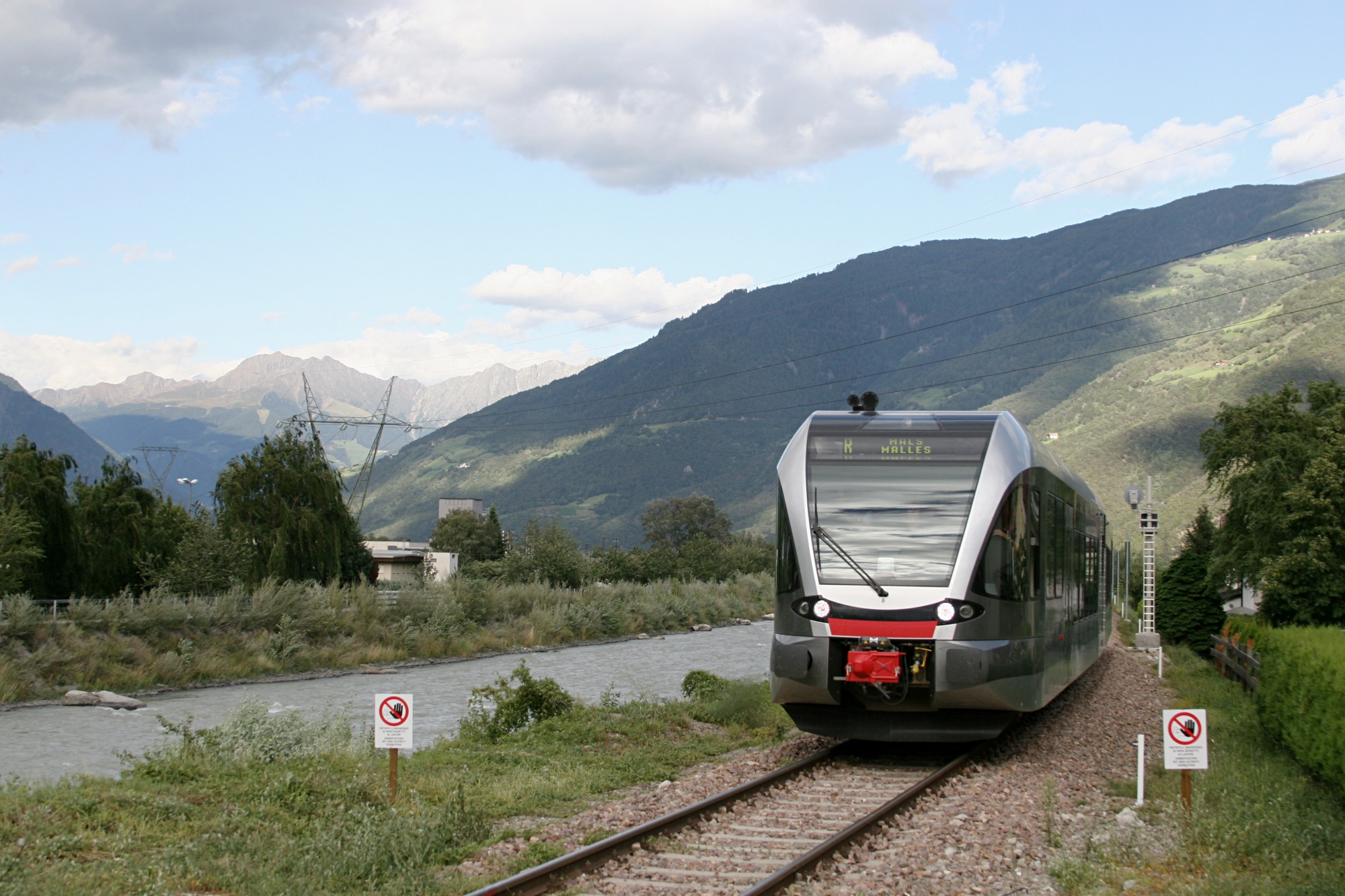
Nei pressi di Naturno, con la linea ferroviaria Merano-Malles in primo piano
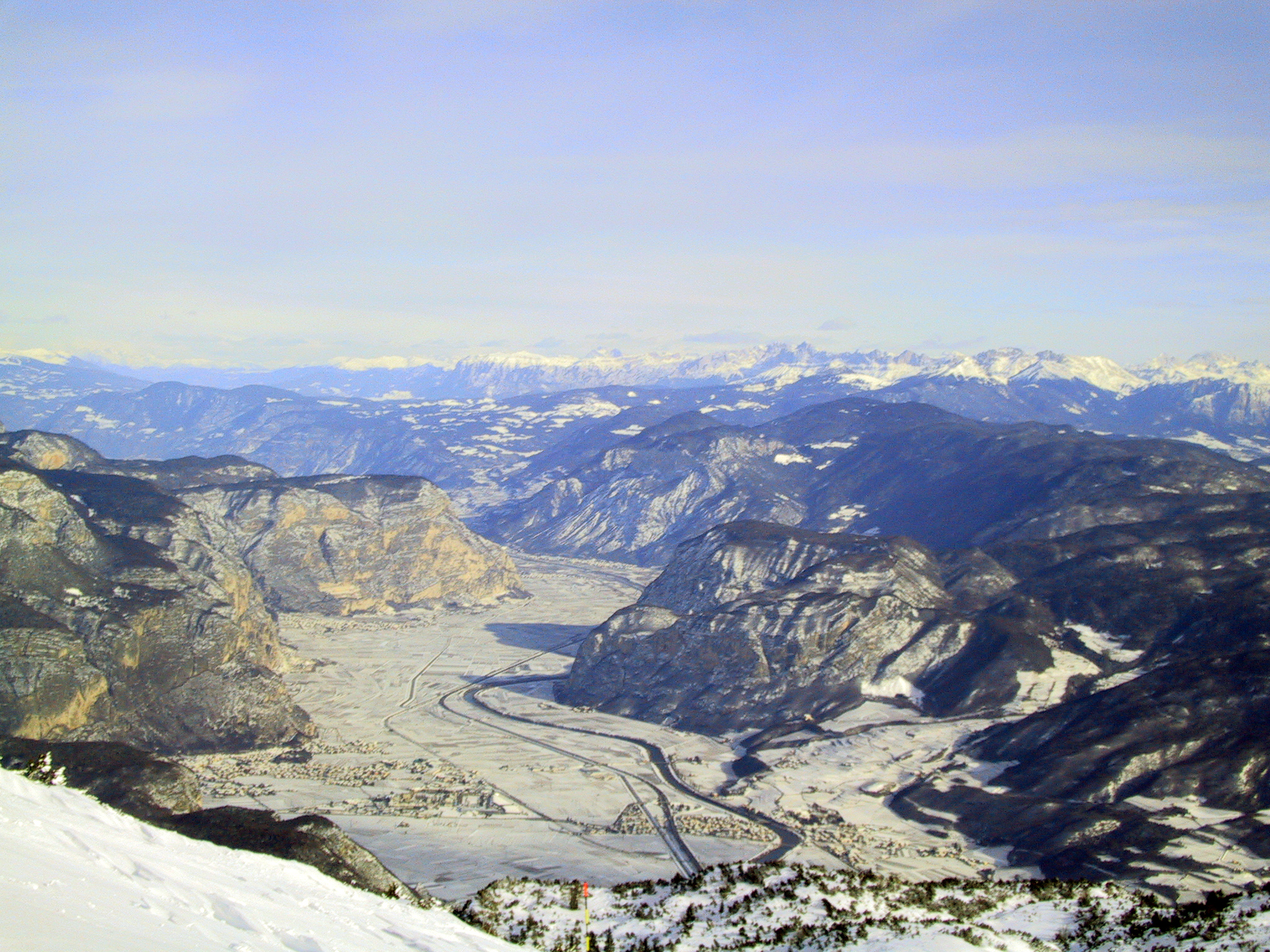
La Valle dell'Adige sopra Trento ripresa dalla Paganella
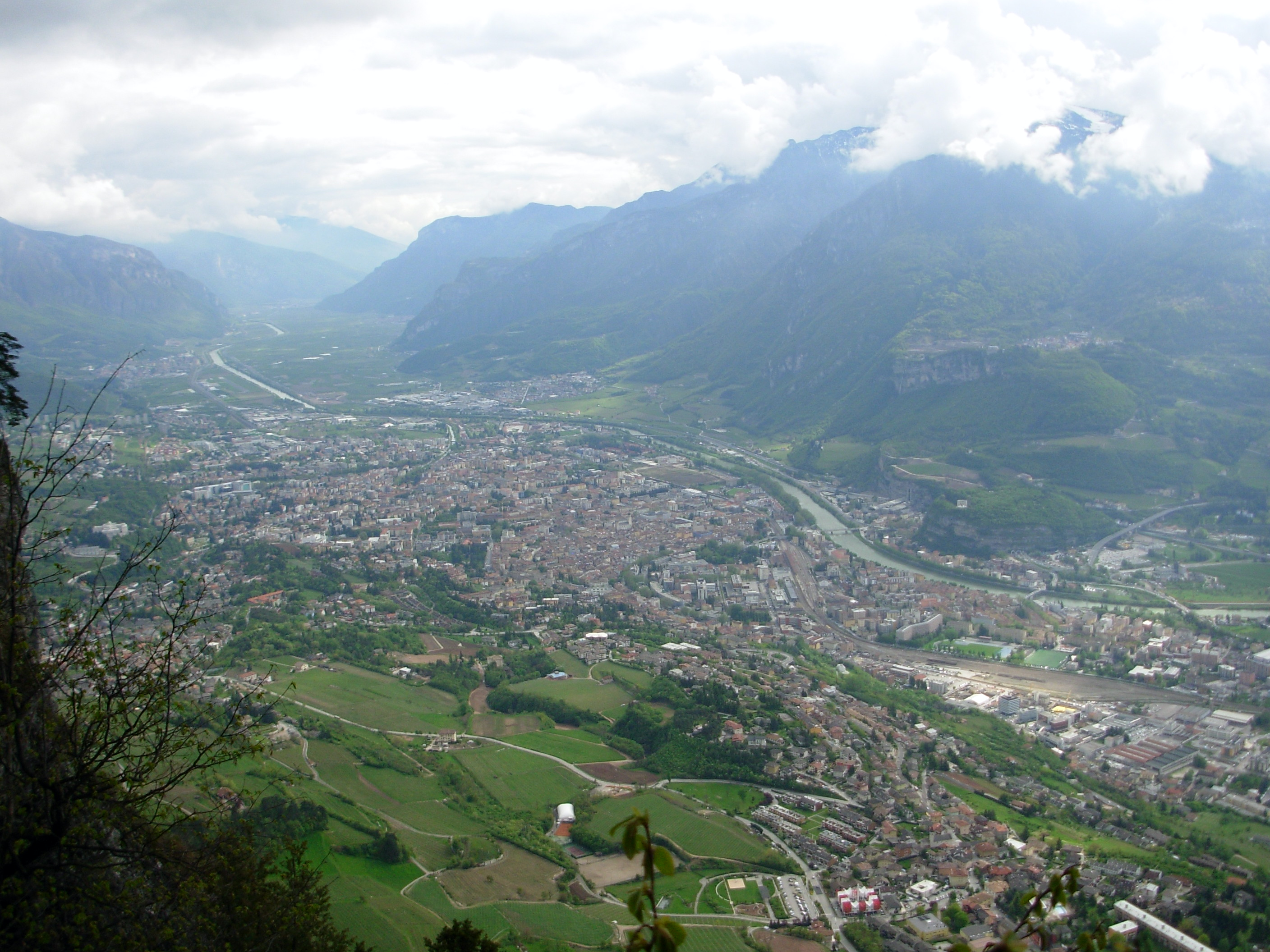
A Trento, vista dal monte Calisio
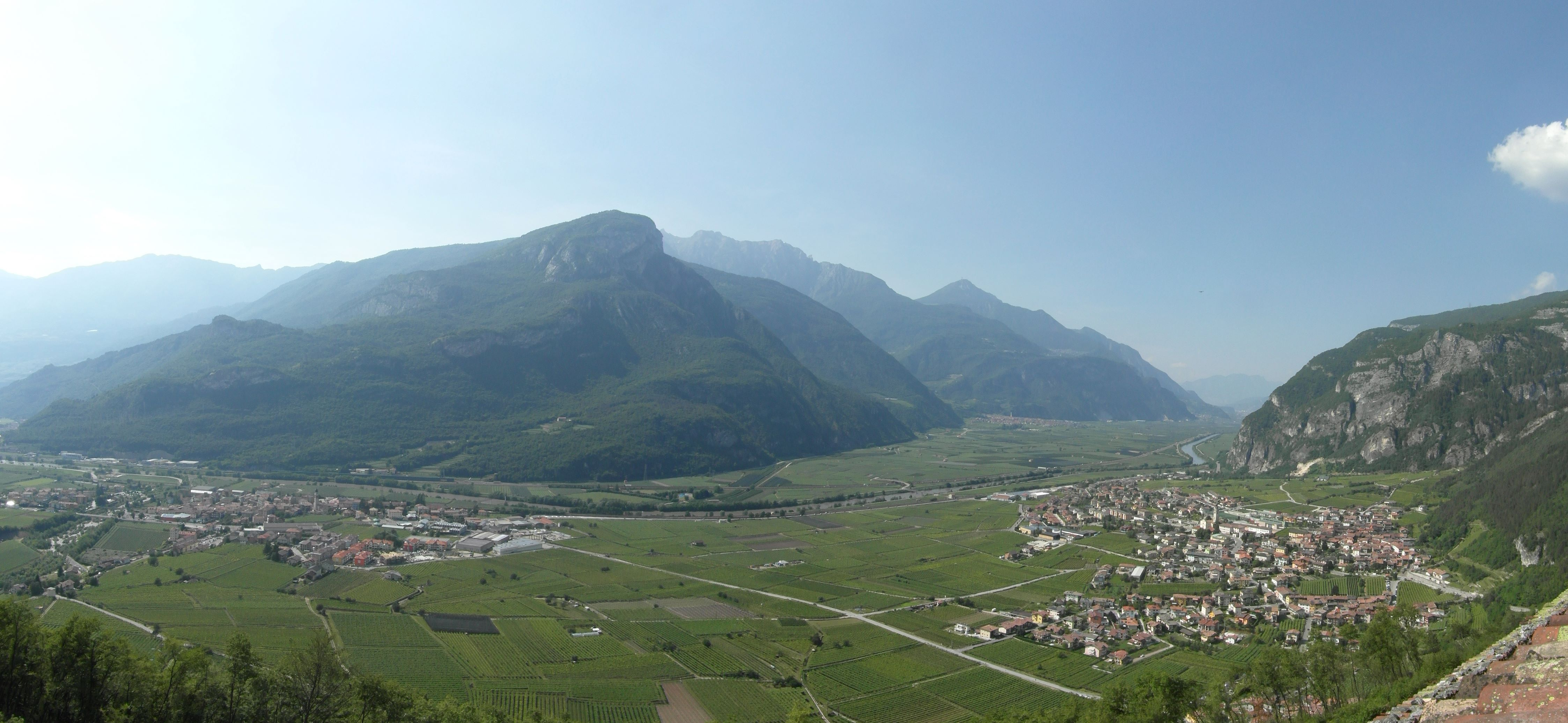
L'Adige tra Besenello e Calliano
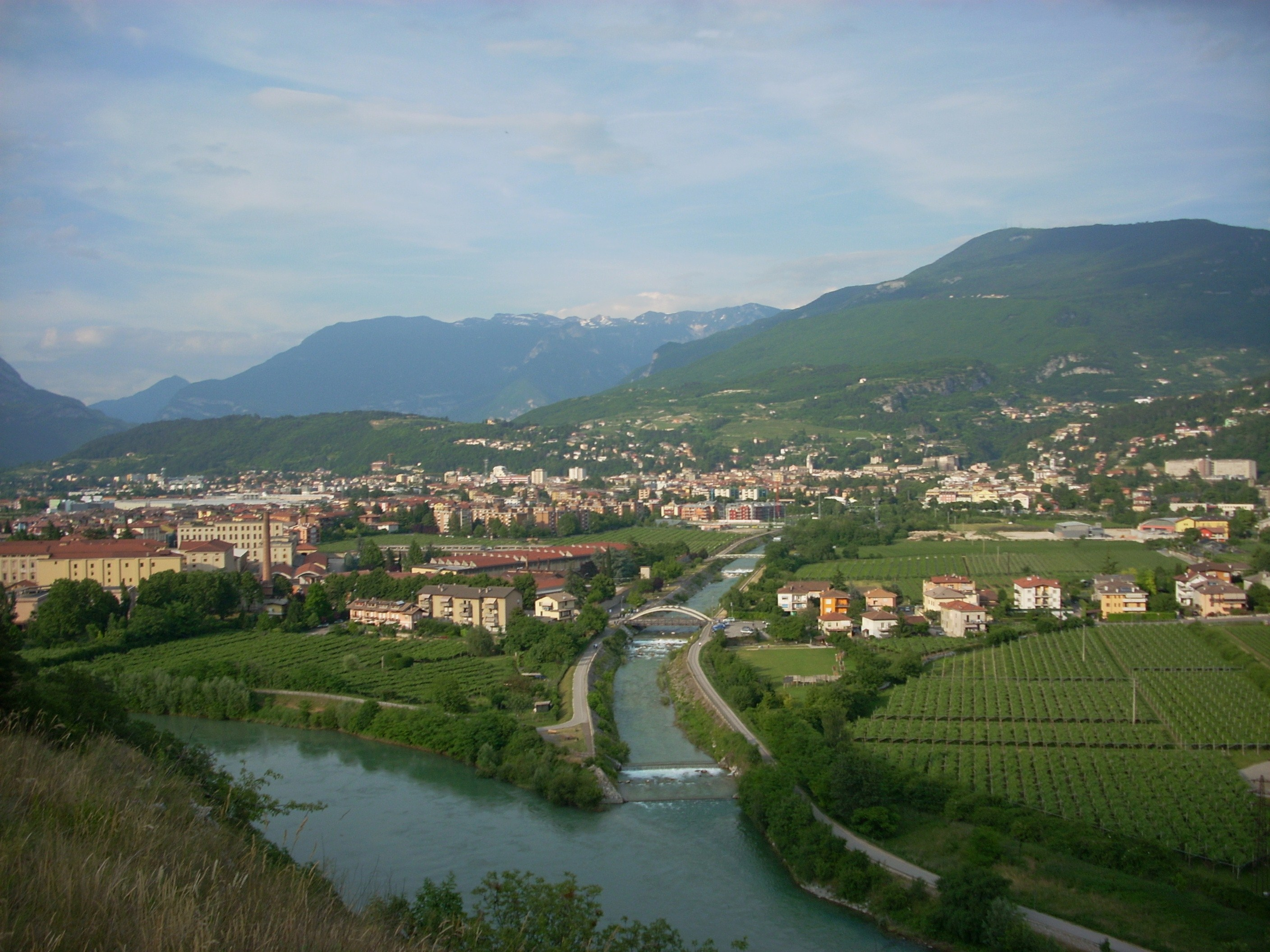
A Rovereto il Leno confluisce nell'Adige
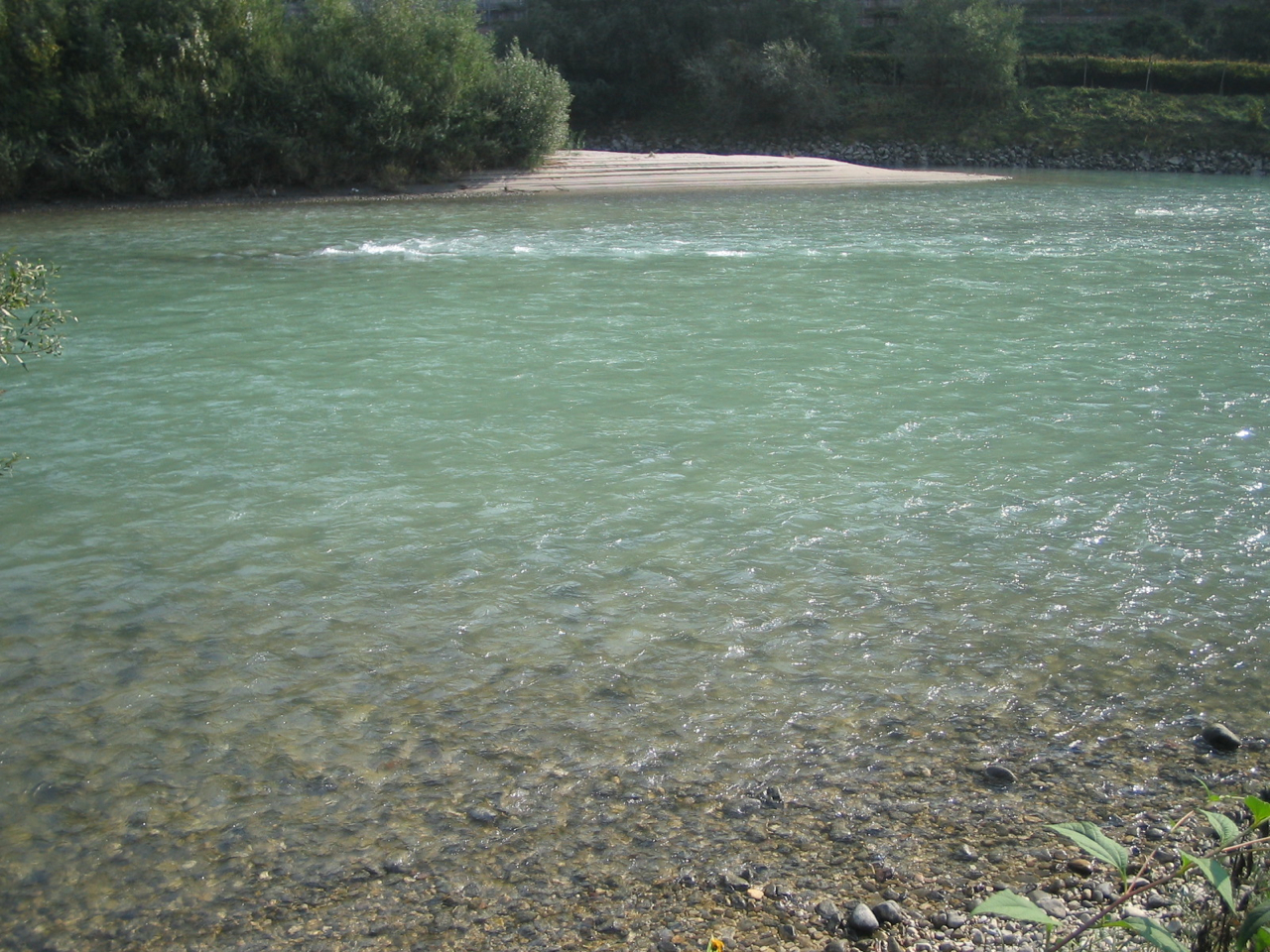
Il fiume nell'alto veronese
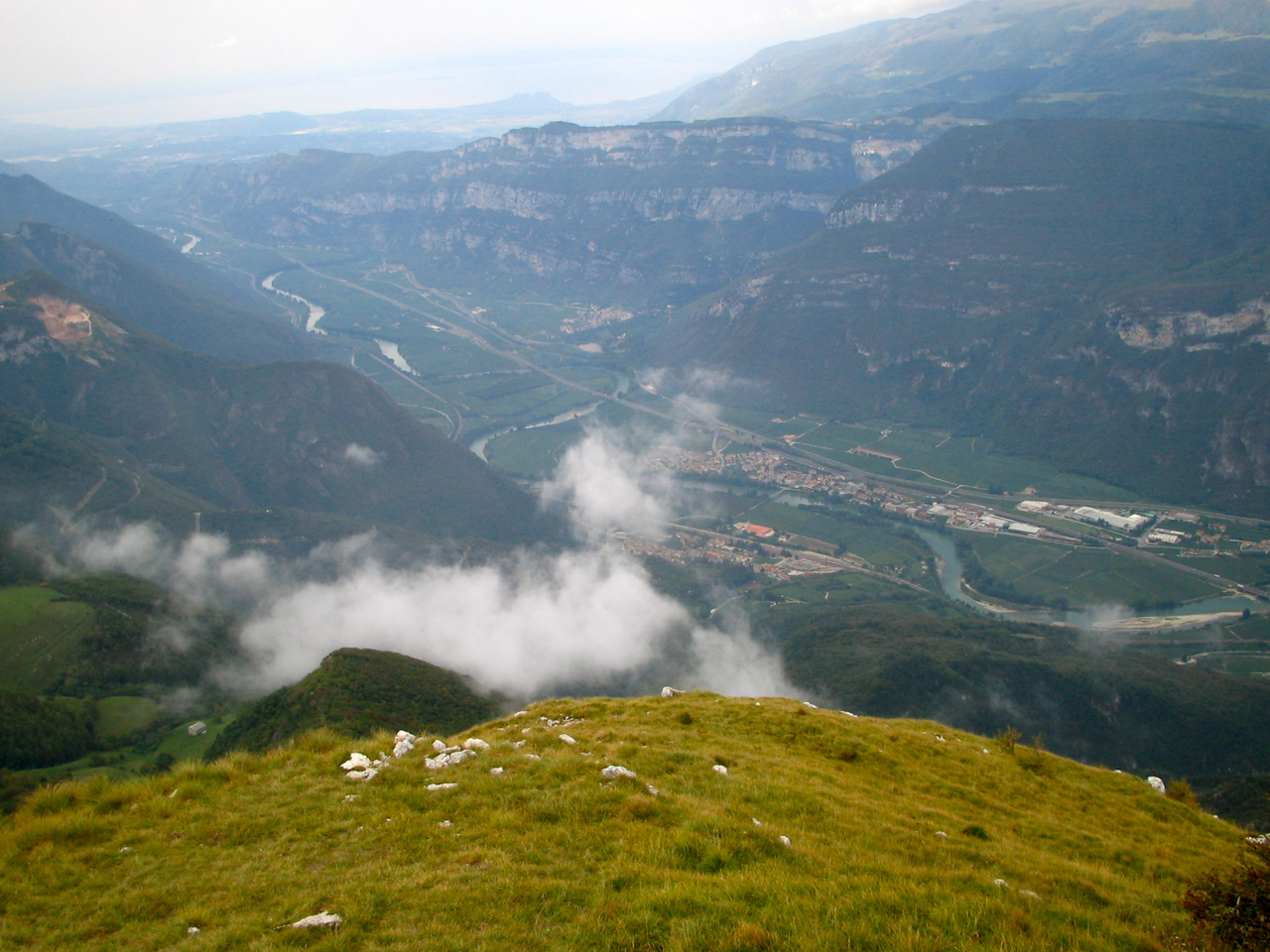
Il percorso in Vallagarina visto dal Corno d'Aquilio; sullo sfondo il Garda
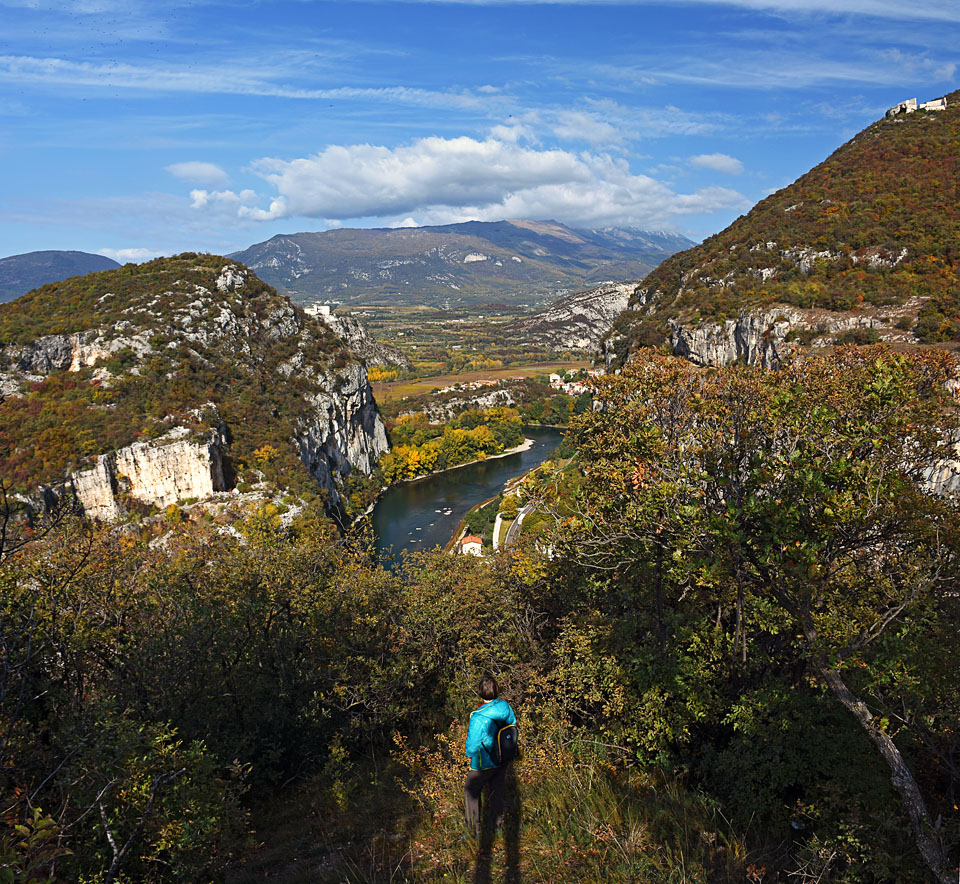
Adige a Chiusa
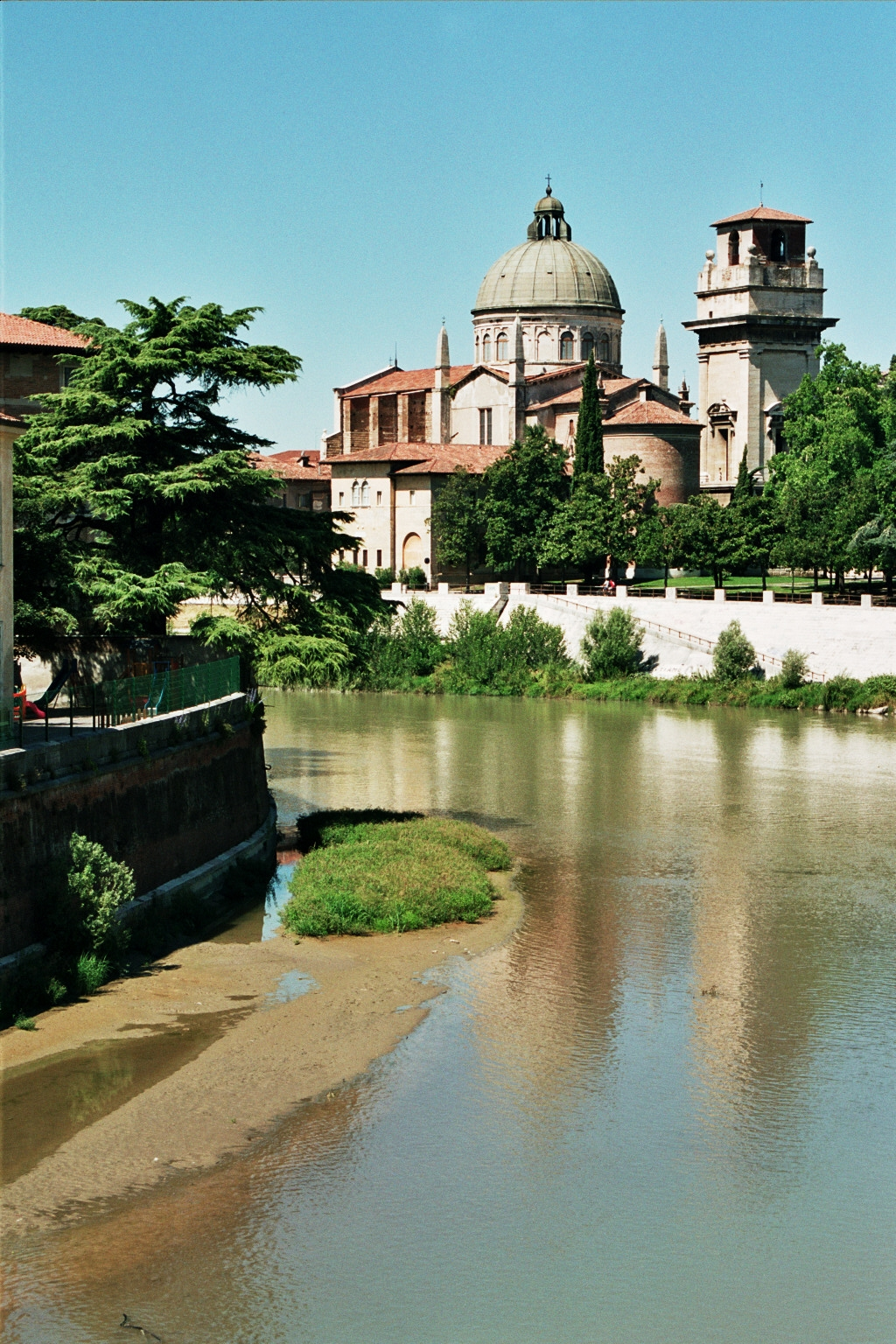
Il fiume a Verona, visto da Ponte Pietra; sullo sfondo la chiesa di San Giorgio in Braida
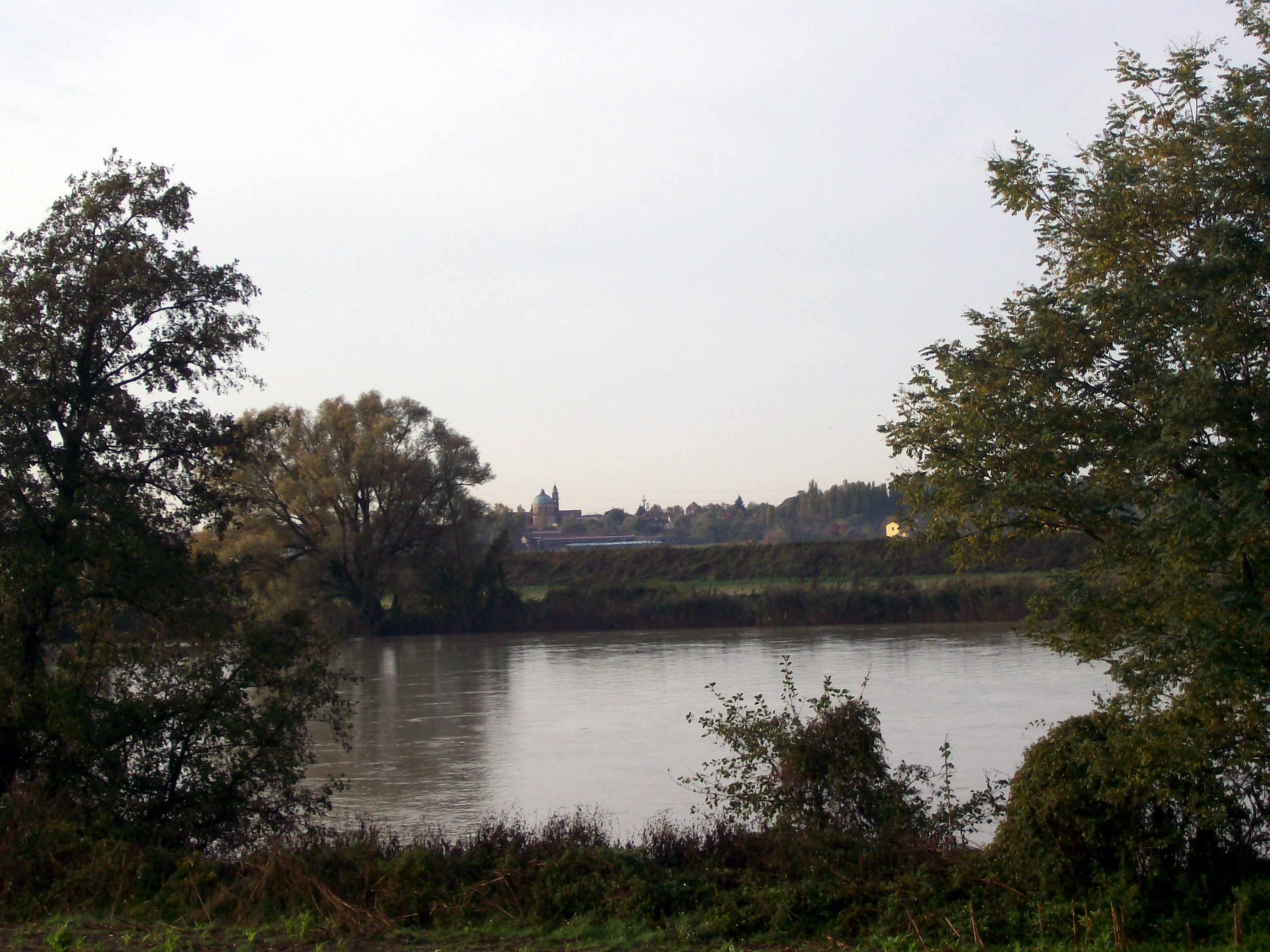
Il fiume nei pressi di San Giovanni Lupatoto
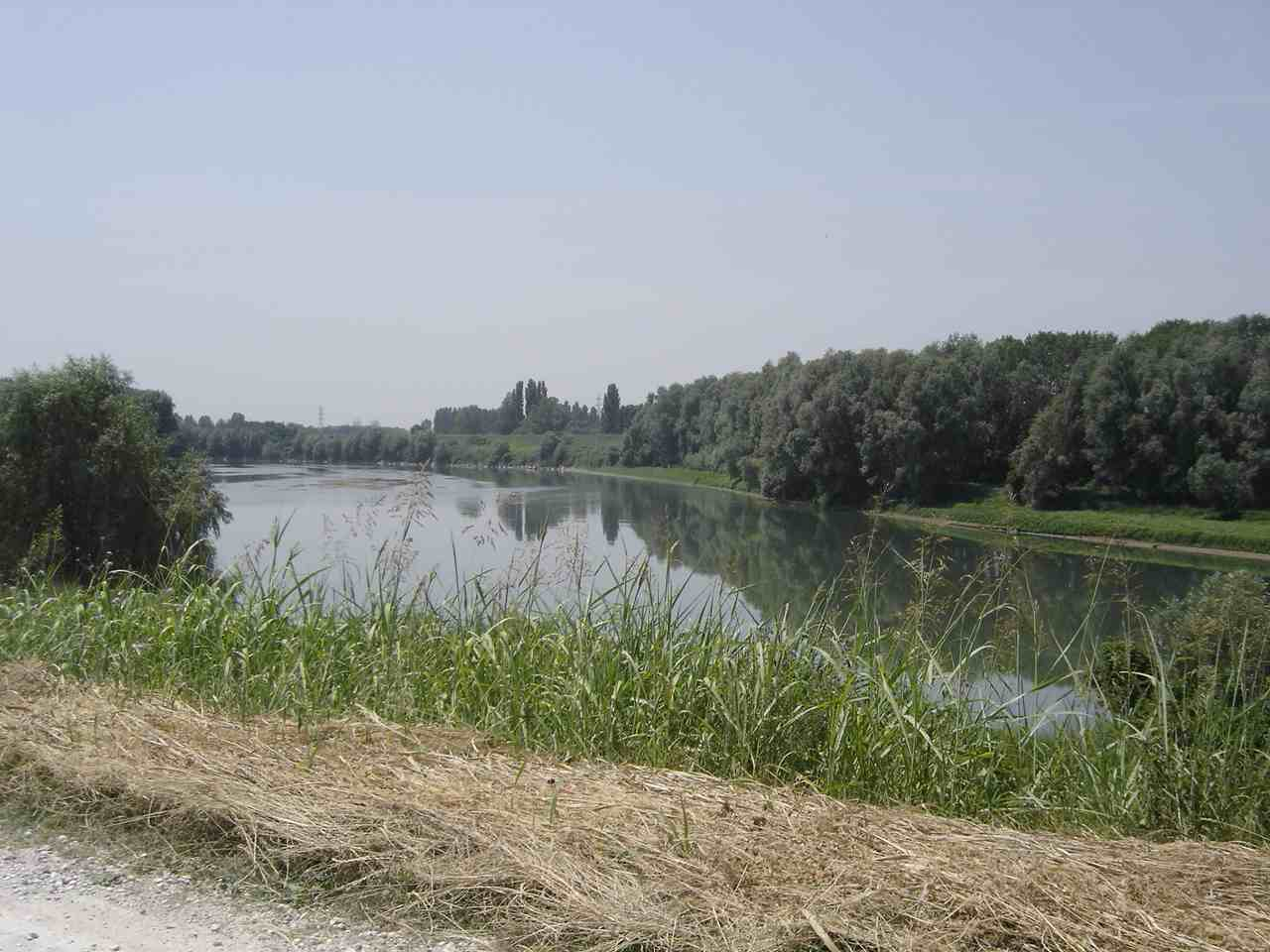
A sud di Bonavigo fra Orti e il Santuario Madonna di San Tommaso Beckett
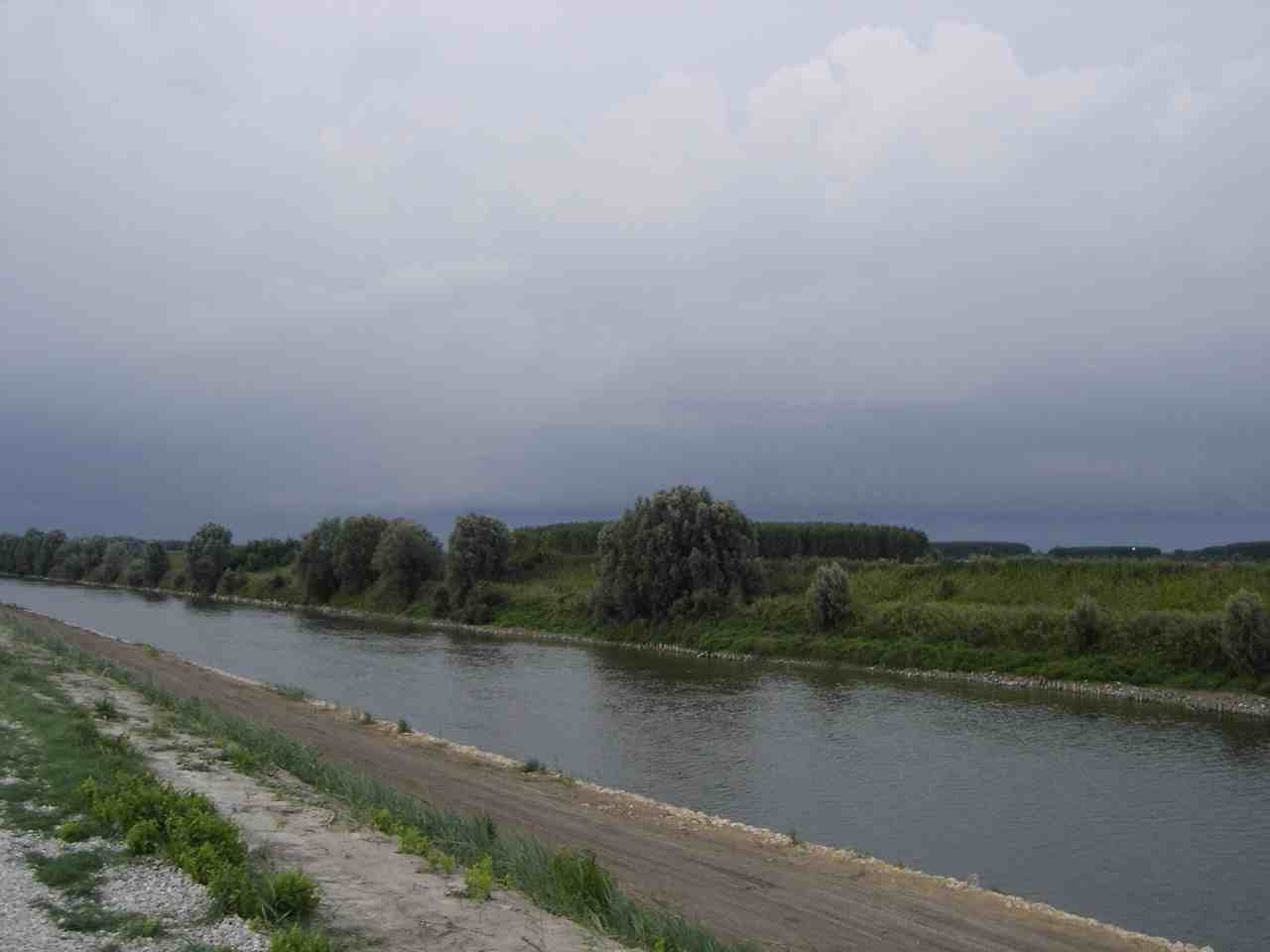
All'entrata della provincia di Rovigo a nord di Badia Polesine
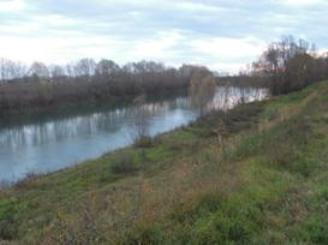
A San Martino di Venezze, località Penisola
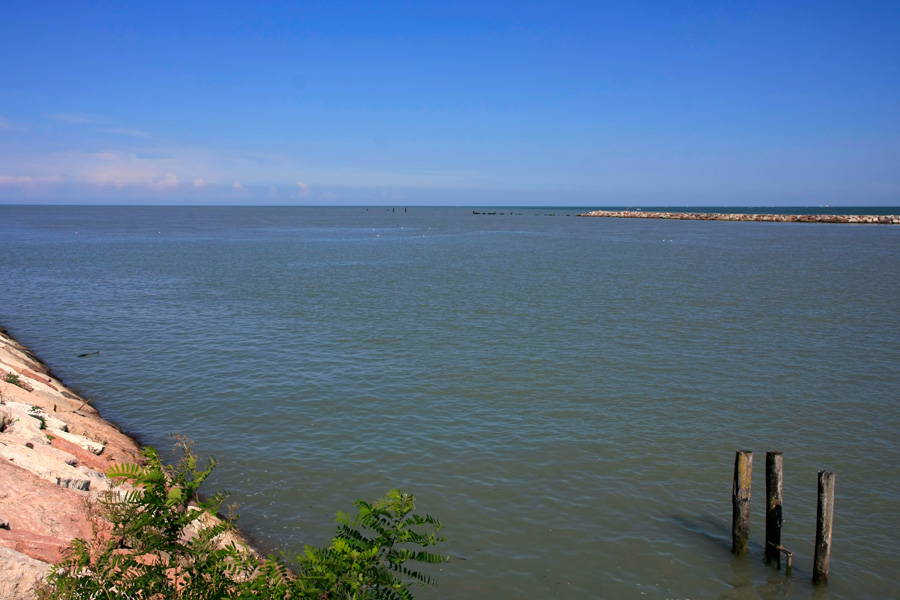
La foce del fiume
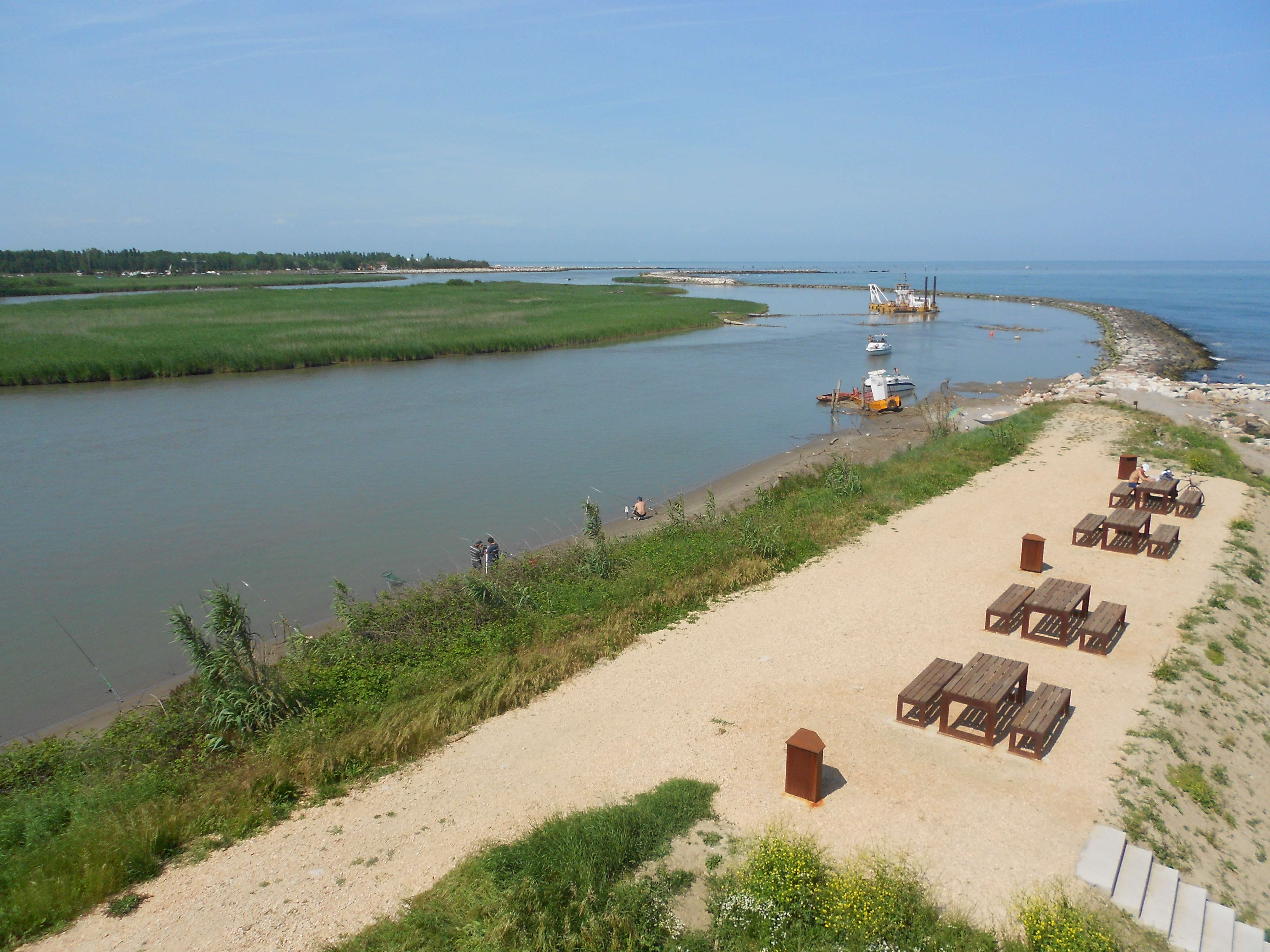
La foce a Rosolina Mare
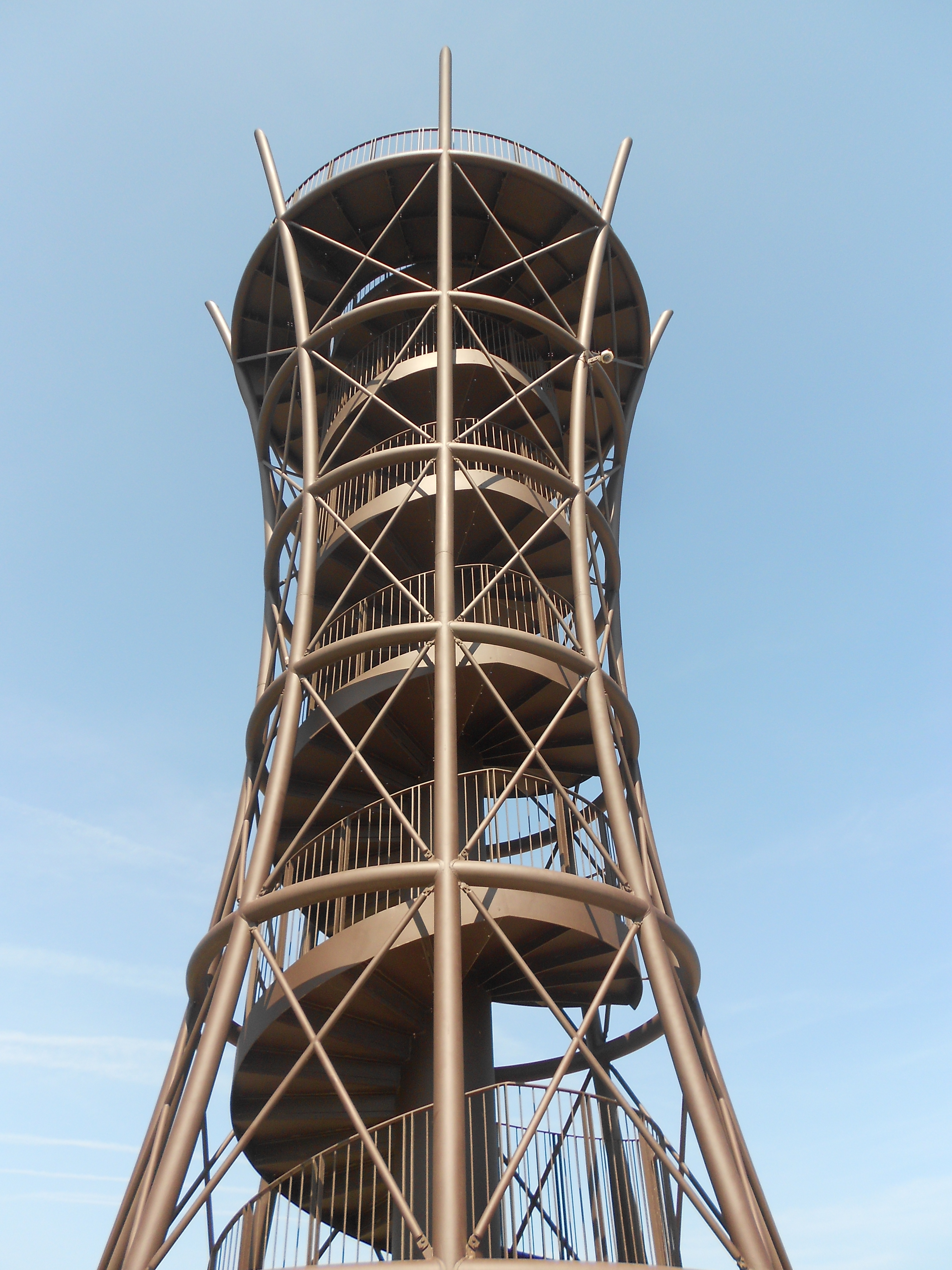
La nuova torretta a Rosolina Mare che permette di vedere la foce dell'Adige

## Filmografia
Mauro Vittorio Quattrina "L'Adige di carta". Docufilm narrato in "prima persona" da Berto Barbarani interpretato da Stefano Paiusco - 2019 -